# 1523년

## 연호
- 명(明) 가정(嘉靖) 2년
- 일본(日本) 다이에이(大永) 3년
- 후 레 왕조(後黎朝) 통응우옌(統元) 2년

## 기년
- 류큐(琉球) 쇼신왕(尚真王) 47년
- 명(明) 세종 가정제(世宗 嘉靖帝) 2년
- 조선(朝鮮) 중종(中宗) 18년
- 후 레 왕조(後黎朝) 공황(恭皇) 2년

## 사건
- 6월 6일 - 구스타브 1세 바사, 스웨덴 국왕으로 즉위.

## 사망
- 9월 14일 - 교황 하드리아노 6세